# Hungarian Rhapsody: Queen Live in Budapest
Hungarian Rhapsody: Queen Live in Budapest – wydawnictwo zawierające zapis koncertu brytyjskiego zespołu Queen, który 27 lipca 1986 roku wystąpił na Népstadionie (Stadionie Ludowym) w Budapeszcie. Cyfrową wersję zapisu występu opublikowano na DVD i CD 20 września 2012 roku. Pierwotnie ich budapeszteński koncert był wydany na kasecie VHS pod tytułem Live in Budapest, której premiera odbyła się w 1987 roku.
Wydarzenie było częścią trasy Magic Tour, która promowała album A Kind of Magic (1986). Było to ostatnie tournée, które grupa Queen zagrała z udziałem ich frontmena, Freddiego Mercury’ego. Ten koncert był jedynym, który formacja Queen wykonała za żelazną kurtyną.
Nagrania w Polsce uzyskały status platynowej płyty DVD.

## Aspekt historyczny koncertu
Występ grupy Queen w 1986 roku odbył się 3 lata przed zburzeniem Muru Berlińskiego. Było to największe widowisko, które odbyło się na budapeszteńskim Népstadionie. Queen był jednocześnie pierwszą zachodnią gwiazdą muzyki rockowej, która zagrała na stadionie za żelazną kurtyną. Przedstawienie zgromadziło 80 tysięcy widzów i słuchaczy, którzy przybyli także z innych państw dawnego bloku wschodniego. Na potrzeby produkcji koncertu sprowadzono najlepszych techników oraz operatorów kamer z terenu całych Węgier.
Chętnych na kupno biletów było 3 razy więcej niż wejściówek. Fakt ten był o tyle bezprecedensowy, że cena karty wstępu wynosiła 2 funty, co wówczas w państwach socjalistycznych Europy Wschodniej było równowartością przeciętnej miesięcznej pensji. Wtedy również zasugerowano, by grupa zagrała raz jeszcze, ale ewentualne show kolidowało z terminem zaplanowanej wcześniej wystawy starych motocykli. Dodatkowo ówczesną zgryzotą komunistycznej władzy było to, czy powtórzone wydarzenie nie zaktywizuje za bardzo demoludowej młodzieży. Mimo że Brytyjczycy zagrali nad Dunajem tylko jeden koncert, to sowiecka polityka w tym przypadku przegrała z muzyką. Ukłonem zespołu w stronę narodu węgierskiego było wykonanie przez Briana Maya i Mercury’ego węgierskiej pieśni ludowej „Tavaszi szél vizet áraszt”.

Jesteśmy zachwyceni, że fani zespołu na całym świecie będą w końcu mieli okazję aby przywołać ten niesamowity moment dla Queen. Wiedzieliśmy, że koncert w Budapeszcie był wydarzeniem przełomowym, ale nie przewidywaliśmy, że ten wieczór będzie wydarzeniem historycznym. Koncert na ekranie wygląda fantastycznie dzięki cyfrowej rekonstrukcji, a dokument, dzięki zobrazowaniu tamtych chwil – był to naprawdę niezwykły czas w historii zespołu.

## Suplementy

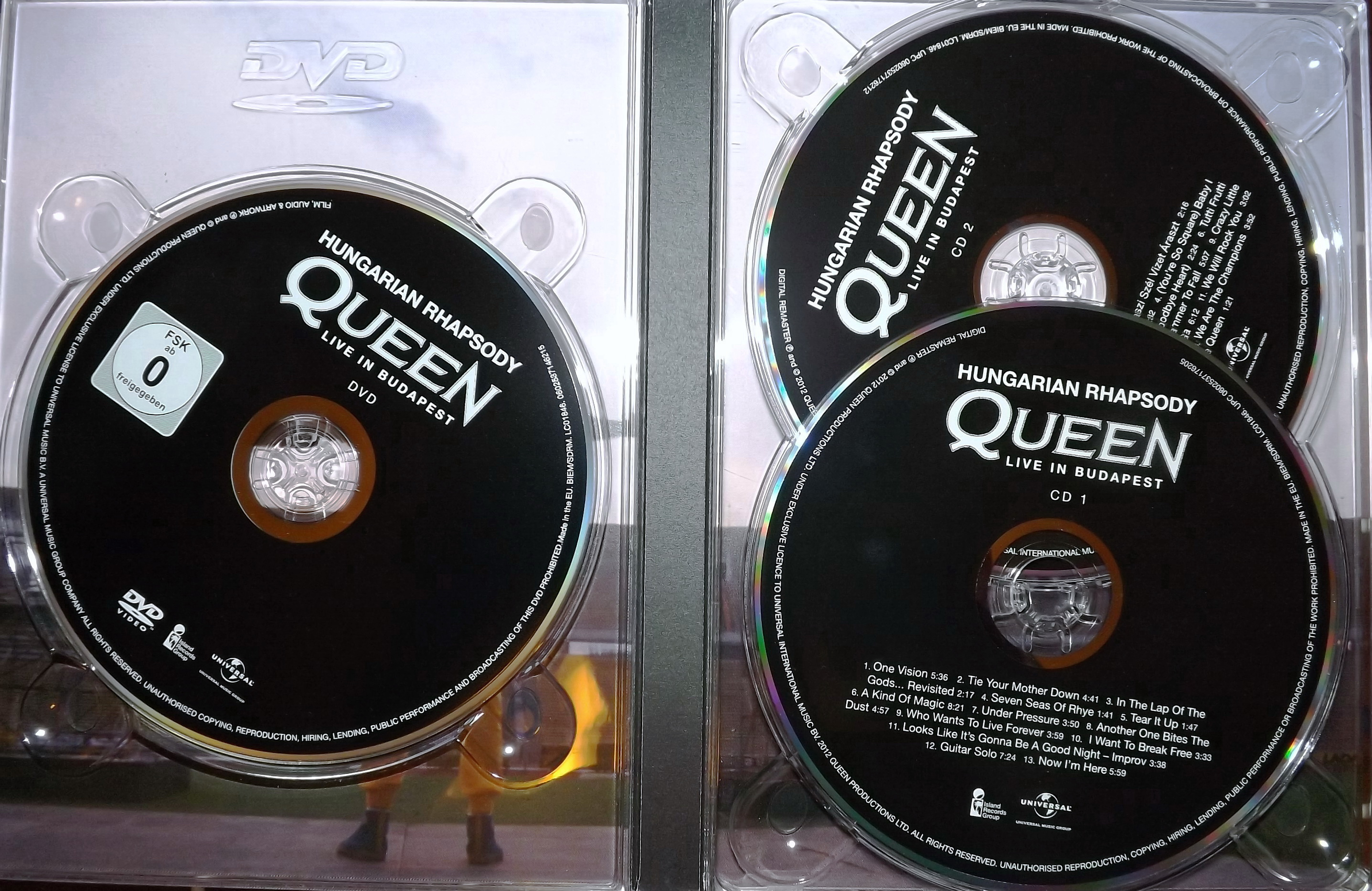
Wnętrze wydawnictwa Hungarian Rhapsody: Queen Live in Budapest (2CD, DVD)

Na płytach DVD i Blu-ray zamieszczony został 25-minutowy dokument A Magic Year. Materiał przedstawia historię trasy zespołu, gdzie punktem wyjściowym jest ich legendarny występ podczas koncertu Live Aid w Londynie, który miał miejsce 13 lipca 1985 roku. Materiał rozpoczyna się tą charytatywną imprezą kulturalną, a kończy się na muzycznym występie Queen za żelazną kurtyną w 1986 roku. W wydawnictwie tym zamieszczono też archiwalny materiał filmowy, którego część nie była wcześniej oficjalnie dostępna na nośnikach, przedstawiający próby grupy oraz wywiady z członkami brytyjskiej grupy.

## Specyfikacja techniczna
Zarejestrowany w 1986 roku koncert, dzięki remasteringowi dostępny jest w rozdzielczości HD, a dźwięk jest przestrzenny w formacie 5.1.

## Różnice między VHS/DVD a CD
Węgierscy filmowcy biorący udział w produkcji, zniszczyli nieużyte taśmy. Skutkiem tego jest brak kilku utworów z koncertu na nośnikach wideo. Pełny zapis dźwiękowy z wydarzenia zawarto na dwóch płytach kompaktowych.

## Lista utworów

### Wideo
| (w nawiasie autor) 1. „One Vision” (F. Mercury/B. May/R. Taylor/J. Deacon) 2. „Tie Your Mother Down” (B. May) 3. „In the Lap of the Gods...Revisited” (F. Mercury) 4. „Seven Seas of Rhye” (F. Mercury) 5. „Tear It Up” (B. May) 6. „A Kind of Magic” (R. Taylor) 7. „Under Pressure” (Queen/David Bowie) 8. „Who Wants to Live Forever” (B. May) 9. „I Want to Break Free” (J. Deacon) 10. „Guitar Solo” (B. May) 11. „Now I’m Here” (B. May) 12. „Love of My Life” (F. Mercury) 13. „Tavaszi szél vizet áraszt” (tradycyjny) 14. „Is This the World We Created?” (F. Mercury/B. May) 15. „Tutti Frutti” (Little Richard) 16. „Bohemian Rhapsody” (F. Mercury) 17. „Hammer to Fall” (B. May) 18. „Crazy Little Thing Called Love” (F. Mercury) 19. „Radio Ga Ga” (R. Taylor) 20. „We Will Rock You” (B. May) 21. „Friends Will Be Friends” (F. Mercury/J. Deacon) 22. „We Are the Champions” (F. Mercury) - Dodatki: - A Magic Year – film dokumentalny | 1. „Tavaszi szél vizet áraszt” 2. „One Vision” 3. „Tie Your Mother Down” 4. „In the Lap of the Gods” 5. „Seven Seas of Rhye” 6. „Tear It Up” 7. „Under Pressure” 8. „Another One Bites the Dust” 9. „Who Wants to Live Forever” 10. „I Want to Break Free” 11. „Impromptu” 12. „Brighton Rock” 13. „Now I’m Here” 14. „Love of My Life” 15. „Tavaszi szél vizet áraszt” 16. „Is This the World We Created…?” 17. „Tutti Frutti” 18. „Bohemian Rhapsody” 19. „Hammer to Fall” 20. „Crazy Little Thing Called Love” 21. „Radio Ga Ga” 22. „We Will Rock You” 23. „Friends Will Be Friends” 24. „We Are the Champions” 25. „God Save the Queen” (na DVD też się pojawił, lecz nie ma go w spisie wydawnictwa) |

### CD
| 1. „One Vision” 2. „Tie Your Mother Down” 3. „In the Lap of the Gods… Revisited” 4. „Seven Seas of Rhye” 5. „Tear It Up” 6. „A Kind of Magic” 7. „Under Pressure” 8. „Another One Bites the Dust”* 9. „Who Wants to Live Forever” 10. „I Want to Break Free” 11. „Looks Like It's Gonna Be a Good Night"* 12. Guitar Solo 13. „Now I’m Here" | 1. „Love of My Life” 2. „Tavaszi szél vizet áraszt” 3. „Is This the World We Created?” 4. „(You’re So Square) Baby I Don’t Care”* 5. „Hello Mary Lou”* 6. „Tutti Frutti” 7. „Bohemian Rhapsody” 8. „Hammer to Fall” 9. „Crazy Little Thing Called Love” 10. „Radio Ga Ga” 11. „We Will Rock You” 12. „Friends Will Be Friends” 13. „We Are the Champions” 14. „God Save the Queen" |

Legenda: * utwory zawarte wyłącznie na CD

## Muzycy
Queen
- Freddie Mercury - wokale główne, fortepian, gitara w "Crazy Little Thing Called Love"
- Brian May - gitara elektryczna i akustyczna, chórki, syntezator w "Who Wants to Live Forever"
- Roger Taylor - perkusja, chórki, tamburyn
- John Deacon - gitara basowa, chórki

Pozostali
- Spike Edney - syntezatory, chórki, fortepian w "Tutti Frutti" i "Crazy Little Thing Called Love", gitara rytmiczna w "Hammer to Fall"